# Карденас, Бернардино де
Бернардино де Карденас Понсе (исп. Fray Bernardino de Cárdenas Ponce; 19 мая 1562, Чукисака, Боливия — 20 октября 1668, Санта-Крус-де-ла-Сьерра, Перу) — перуанский монах, миссионер-францисканец в Южной Америке: Перу, Боливия. Епископ и губернатор Парагвая. Исследователь индейцев Центральных Анд, истории Инков.

## Биография
Дата его рождения в точности не известна: согласно картины из монастыря святого Франциска в Куско, он родился 19 мая 1562 года в Ла-Пасе; согласно отца Педро де Анасагасти (P. Pedro de Anasagasti) он родился в Пичу (Pichu) возле Ла-Паса; согласно другим он родился в 1577 или 1578 или 1579 году.
Его родителями были Селестино Феликс де Карденас (Celestino Félix de Cárdenas) и Тереса Понсе (Teresa Ponce).
Настоящее его имя Кристобаль Карденас (Cristóbal de Cárdenas), которое он сменил на Бернардино при поступлении в Орден Святого Франциска. В 15 лет был отправлен учиться в Лиму в иезуитскую Коллегию Сан Мартин. Одним из его первых врагов среди иезуитов был также житель Ла-Паса Франциско Контрерас (1577 года рождения, сын Васко де Контрераса и Тересы де Ульоа, богатых жителей Севильи, владельцев энкомьенды в Карасольо, Оруро). Оба они с детства говорили на кечуа и аймара.

### Карденас-священник
Карденас в 1629 году был священником в приходе Камата (что находился по дороге в мифический город Пайтити, согласно Сармьенто де Гамбоа), когда Провинциальный Собор направил его для искоренения язычества, после чего Карденас посвятил свою жизнь миссионерской деятельности.
С 1614 года был Прелатом в монастыре Св. Франциска в Чукисака, и с 1620 в Потоси. в 1625 году добился замирения восставших индейцев в Сонго, Чильама и Симака в департаменте Ла-Паса. В 1628 году вновь был священником прихода в Камата, но в течение года объездил многие земли Перу и Боливии.

### Карденас-епископ
Согласно отца Энганьи (P. Egaña) 18 мая 1640 года вступил в обязанности епископа Асунсьона в Парагвае (булла Папы Римского была составлена 18 августа 1640), о чём Бернардино был уведомлен ещё в 1639 году, и потому дата его реального избрания епископом — 1638 год, так как о благополучном для него исходе дела сообщалось в письме кардинала Барберини, подписанном 12 декабря 1638 года. Муниципалитет Потоси умолял короля оставить его. Но Король был далеко, и с этого момента начались у Карденаса разногласия с иезуитами в связи с некими работами иезуитов прихода Сальта, которыми занимался Карденас и добивался их освящения. 20 мая 1642 Бернардино приступил к обязанностям епископа, и в ноябре того же года прибыли с опозданием на два года буллы понтифика.
Карденас посетил миссии иезуитов в Парагвае. В письме к главе миссий отцу Хосе Катальдино (P. José Cataldino) он сообщал о своём удовлетворении от увиденного. В письме к королю Филиппу IV он извещал, что иезуиты защищали свои резервации «с мужеством и неустанным трудом в постоянных войнах, нападениях и грабежах португальцев из городка Сан-Пабло, Бразилия».

### Разногласия с иезуитами
Он выступал за вмешательства Испанцев в дела иезуитов (противоположную позицию держали сами иезуиты по отношению к привлечению индейцев на работы испанцами) и писал в Чикасаку, Лиму и Мадрид, о том, что иезуиты обогащаются на золотых приисках в ущерб Короне. Также он выступил против использовавшегося иезуитами катехизиса на языке гуарани (в действительности же это был катехизис францисканца монаха Луиса Боланьоса), он обвинил их в ереси за употребление не надлежащих слов. 12 июля 1655 Архиепископ Окон из Ла-Паса приказал провести шестью учеными особами расследование в деле о катехизисе на гуарани. В 1661 году последовал вердикт об освобождении от ереси.
Также Карденас был против принятого Третьим Лимским собором в 1584 году катехизиса на трёх языках — кечуа, аймара и испанском, созданного при участии нескольких видных деятелей, в том числе и Бласа Валера. Причины были например такими: испанское слово Бог (Dios) составители привели только в испанском варианте, но не на кечуа и аймара, не употребив понятий «Wiraqocha» или «Pachakamaq» из боязни сохранить дохристианские понятия, не совместимые с Богом в Ветхом и Новом Завете. И наоборот, в гуарани слово Бог («Dios») переводилось термином Тупа («Tupá»), что совершенно не нравилось Епископу Карденасу.
Позже произошел случай, когда Карденас захотел, чтобы иезуиты подарили ему поместье, ими приобретённое, из-за чего возник новый спор и губернатор Асунсьона Грегорио де Инестроса созвал духовенство на Собор.

### Карденас-губернатор
В 1647 году новым губернатором стал Диего Эскобар и Осорио, умерший в 1649 году, после чего 4 марта 1649 года Муниципалитет Асунсьона избрал Карденаса временным Губернатором, капитан-генералом и Верховным судьей Парагвая. Получив такие полномочия, 7 марта 1649 года он изгнал иезуитов с территории Губернаторства Парагвай. Спустя шесть месяцев прибыл новый временный губернатор Себастьян де Леон и Сарате (Sebastián de León y Zárate), назначенный в Чаркасе. Карденас, слабо осведомленный о силах нового губернатора (у которого была 1000 стрелков гуарани), дал ему бой и был разбит на голову. Вице-король Перу объявил, что решения Карденаса относительно иезуитов несправедливы и признал их недействительными.
Своими произведениями он вызвал недовольство также у других епископов Южной Америки против иезуитов. Королевский двор Мадрида даже вынужден был просить обе враждующие стороны унять спор и выслал некоторых епископов. Карденас был переведен в Попаян, но был прощен ввиду своих лет. Бернардино отправился в свой родной город Ла-Пас, где церковный капитул назначил его священником пригородных приходов Сан-Себастьян и Санта-Барбара.

### Тренсткий Собор
В 1657 году Трентский Собор признал действующим его назначение Епископом и Папа Александр VII освятил его. В 1660 году Совет Индий приказал восстановить его в Асунсьоне. В 1663 он был избран Епископом Санта Крус де ла Сьерра и управлял им до 1666 года. По причине ухудшившегося здоровья был переведен в Арани в 1667.

### Смерть Карденаса
Умер 20 октября (или 24 октября) 1668 года. В своем завещании он попросил прощения у иезуитов за все свои действия против них.

## Произведения
- Memorial, y relacion verdadera para el Rei N.S. y su Real Consejo de las Indias, de cosas del Reino del Perù, mui importantes à su real seruicio, y conciencia. Por el P.F. Bernardino de Cardenas predicador general de la Orden de S. Francisco, y legado del Santo Concilio Prouincial Argentino. Madrid, Francisco Martinez, 1634, 64 стр.
- Historia Indiana et Indigenarum.
- Memorial presented to the King of Spain for the Defense of Don Bernardino Cárdenas against the Jesuits

Через 100 лет после его смерти была опубликована также такая его книга:
- Documentos tocantes a la Persecución que los Regulares de la Companía de Jesus suseitaron contra Don Bernardino de Cárdenas, Obispo del Paraguay, Madrid, 1768.

Среди его работ исселдователь Эфросина Кристальдо упоминает словари и требники на языках аймара, кечуа, пукина, такама и гуарани. Но на счет последних двух есть сомнения, так как с ними он мог познакомиться после 60 лет жизни, когда изучать новый язык гораздо сложнее.